# Masinloc
Masinloc est une ville de 2e classe située dans la province de Zambales aux Philippines. Selon le recensement de 2010 elle est peuplée de 44 342 habitants. Le disputé récif de Scarborough est réclamé par les Philippines sous administration de cette ville.

## Barangays
Masinloc est divisée en 13 barangays.
- Baloganon
- Bamban
- Bani
- Collat
- Inhobol
- Poblacion du nord
- San Lorenzo
- San Salvador
- Santa Rita
- Santo Rosario
- Poblacion du sud
- Taltal
- Tapuac

## Démographie
| Année | Habitants | Évolution |
| ----- | --------- | --------- |
| 1995  | 34 942    | -         |
| 2000  | 39 724    | 13,69 %   |
| 2007  | 40 603    | 2,21 %    |
| 2010  | 44 342    | 9,21 %    |